# Shotgun start
Een gunshot start of gunshot is een golftoernooi waarbij alle deelnemers gelijktijdig op verschillende tees moeten starten. Doel van een dergelijke wedstrijd is dat iedereen tegelijk begint en eindigt met het spel. Daarna kan vrij snel een prijsuitreiking volgen, waarbij alle spelers geacht worden aanwezig te zijn.
Om te organiseren dat iedereen tegelijk kan starten, wordt tegenwoordig niet meer met een Shotgun (hagelgeweer) geschoten. Er zijn nu officiële producten in de handel om een vergelijkbare, veilige knal te geven die op de hele baan te horen is. Er wordt ook weleens gebruikgemaakt van een misthoorn.
Regelmatig zal het voorkomen dat er meer dan 18 groepen meedoen. Dan wordt op sommige lange holes "dubbel" gestart, dat wil zeggen na elkaar.
De eerste gunshotwedstrijd vond plaats in 1956 op de golfbaan van de Walla Walla Club in de Amerikaanse staat Washington.
In Nederland wordt nogal eens discussie gevoerd of het shotgun dan wel gunshot moet zijn, waarbij velen het logischer vinden gunshot te gebruiken, denkend aan de letterlijke vertaling van geweerschot.